# Reuters (Lauterbach)
Reuters ist ein Stadtteil der Kreisstadt Lauterbach des mittelhessischen Vogelsbergkreises.
Der Ort liegt in Oberhessen. Durch den Ort verläuft die Bundesstraße 254.

## Ortsgeschichte

### Mittelalter
Erstmals wird das Dorf im Jahre 1323 urkundlich erwähnt, und zwar mit dem genitivischen Ortsnamen „villae Ruôthers“. (Des Dorfes Reuters). Der Eintrag findet sich in einem Kopiar aus der Zeit um 1850. 1339 heißt es in einer Urkunde: „zum Ruthers“. Erstmals wird hier die Siedlungsform Dorf erwähnt.
1398 wird in einer weiteren Urkunde „eyn gud gelegin zu deme Riters“ genannt. Eine Karte aus dem Jahre 1582 zeigt den Ort „Reuders“.
Der Ortsname wird von dem Rufnamen „Ruodiher“ abgeleitet. Also ist es der Wohnort des Ruodiher.

### Neuzeit
Reuters kam 1806 zum Großherzogtum Hessen. Zuvor gehörte das Dorf den Riedeseln.
Die Statistisch-topographisch-historische Beschreibung des Großherzogthums Hessen berichtet 1830 über Reuters:

„Reuters (L. Bez. Lauterbach) evangel. Filialdorf; liegt an der Chaussee von Lauterbach nach Alsfeld, 1 St. von Lauterbach, und gehört dem Freiherrn von Riedesel. Man findet 29 Häuser und 176 evangelische Einwohner, so wie ein Schulhaus, mit welchem ein Bethaus verbunden ist. Die Gemarkung hat Brüche von Bausteinen.“

Die um 1900 erbaute Schule ist heute zum Dorfgemeinschaftshaus umgebaut. Der Förderverein Museumshalle Reuters e. V. betreibt in der Nähe des Dorfgemeinschaftshauses und der Grillhütte eine Museumsscheune zur Erhaltung landwirtschaftlichen Kulturguts.
Hessische Gebietsreform (1970–1977)
Zum 31. Dezember 1971 wurde Reuters im Zuge der Gebietsreform in Hessen auf freiwilliger Basis in die Kreisstadt Lauterbach eingegliedert. Für Reuters wurde, wie für die übrigen durch die Gebietsreform nach Lauterbach eingegliederten Gemeinden, ein Ortsbezirk mit Ortsbeirat und Ortsvorsteher eingerichtet.

### Verwaltungsgeschichte im Überblick
Die folgende Liste zeigt die Staaten und Verwaltungseinheiten, denen Reuters angehört(e):
- vor 1567: Heiliges Römisches Reich, Oberherrschaft: Landgrafschaft Hessen, Zent Lauterbach der Riedesel Freiherr zu Eisenbach
- ab 1567: Heiliges Römisches Reich, Oberherrschaft: Landgrafschaft Hessen-Marburg, Zent Lauterbach (zur Herrschaft Riedesel)[13]
- 1604–1648: Heiliges Römisches Reich, strittig zwischen Landgrafschaft Hessen-Darmstadt und Landgrafschaft Hessen-Kassel (Hessenkrieg)
- ab 1604: Heiliges Römisches Reich, Landgrafschaft Hessen-Darmstadt, Zent Lauterbach (Freiherren Riedesel zu Eisenbach)[14]
- 1787: Heiliges Römisches Reich, Landgrafschaft Hessen-Darmstadt, Oberamt Alsfeld, Zent Lauterbach (Freiherren Riedesel zu Eisenbach)
- ab 1806: Großherzogtum Hessen (Souveränitätslande),[Anm. 2] Fürstentum Oberhessen, Oberamt Alsfeld, Zent Lauterbach (zur Herrschaft Riedesel)[15]
- ab 1815: Großherzogtum Hessen (Souveränitätslande), Provinz Oberhessen, Amt Lauterbach (zur Herrschaft Riedesel)
- ab 1821: Großherzogtum Hessen, Provinz Oberhessen, Landratsbezirk Herbstein[Anm. 3]
- ab 1825: Großherzogtum Hessen, Provinz Oberhessen, Umbenennung in Landratsbezirk Lauterbach
- ab 1848: Großherzogtum Hessen, Regierungsbezirk Alsfeld
- ab 1852: Großherzogtum Hessen, Provinz Oberhessen, Kreis Lauterbach
- ab 1867: Norddeutscher Bund, Großherzogtum Hessen, Provinz Oberhessen, Kreis Lauterbach
- ab 1871: Deutsches Reich, Großherzogtum Hessen, Provinz Oberhessen, Kreis Lauterbach
- ab 1918: Deutsches Reich, Volksstaat Hessen, Provinz Oberhessen, Kreis Lauterbach
- ab 1938: Deutsches Reich, Volksstaat Hessen, Landkreis Lauterbach[16][Anm. 4]
- ab 1945: Deutsches Reich, Amerikanische Besatzungszone,[Anm. 5] Groß-Hessen, Regierungsbezirk Darmstadt, Landkreis Lauterbach
- ab 1946: Deutsches Reich, Amerikanische Besatzungszone, Hessen, Regierungsbezirk Darmstadt, Landkreis Lauterbach
- ab 1949: Bundesrepublik Deutschland, Hessen, Regierungsbezirk Darmstadt, Landkreis Lauterbach
- ab 1972: Bundesrepublik Deutschland, Hessen, Regierungsbezirk Darmstadt, Vogelsbergkreis, Stadt Lauterbach
- ab 1981: Bundesrepublik Deutschland, Hessen, Regierungsbezirk Gießen, Vogelsbergkreis, Stadt Lauterbach

## Bevölkerung

### Einwohnerstruktur 2011
Nach den Erhebungen des Zensus 2011 lebten am Stichtag dem 9. Mai 2011 in Reuters 168 Einwohner. Darunter waren 6 (3,6 %) Ausländer. Nach dem Lebensalter waren 33 Einwohner unter 18 Jahren, 72 zwischen 18 und 49, 33 zwischen 50 und 64 und 30 Einwohner waren älter. Die Einwohner lebten in 66 Haushalten. Davon waren 21 Singlehaushalte, 15 Paare ohne Kinder und 27 Paare mit Kindern, sowie 3 Alleinerziehende und keine Wohngemeinschaften. In 12 Haushalten lebten ausschließlich Senioren und in 42 Haushaltungen lebten keine Senioren.

### Einwohnerentwicklung
1910 hatte das Dorf 221 Einwohner, 1933 insgesamt 224. Nach dem Zweiten Weltkrieg war die Bevölkerungszahl auf 324 gestiegen. Heute ist sie auf rund 160 gesunken.
| • 1806: | 162 Einwohner, 26 Häuser |
| • 1829: | 176 Einwohner, 29 Häuser |
| • 1867: | 220 Einwohner, 32 Häuser |

| Reuters: Einwohnerzahlen von 1785 bis 2015 | Reuters: Einwohnerzahlen von 1785 bis 2015 | Reuters: Einwohnerzahlen von 1785 bis 2015 | Reuters: Einwohnerzahlen von 1785 bis 2015 | Reuters: Einwohnerzahlen von 1785 bis 2015 |
| --- | ------------------------------------------ | ------------------------------------------ | ------------------------------------------ | ------------------------------------------ |
| Jahr |                                            |                                            |                                            | Einwohner                                  |
| 1785 | 1785                                       |                                            | 138                                        | 138                                        |
| 1800 | 1800                                       |                                            | 138                                        | 138                                        |
| 1806 | 1806                                       |                                            | 162                                        | 162                                        |
| 1829 | 1829                                       |                                            | 176                                        | 176                                        |
| 1834 | 1834                                       |                                            | 164                                        | 164                                        |
| 1840 | 1840                                       |                                            | 182                                        | 182                                        |
| 1846 | 1846                                       |                                            | 187                                        | 187                                        |
| 1852 | 1852                                       |                                            | 193                                        | 193                                        |
| 1858 | 1858                                       |                                            | 215                                        | 215                                        |
| 1864 | 1864                                       |                                            | 217                                        | 217                                        |
| 1871 | 1871                                       |                                            | 210                                        | 210                                        |
| 1875 | 1875                                       |                                            | 196                                        | 196                                        |
| 1885 | 1885                                       |                                            | 203                                        | 203                                        |
| 1895 | 1895                                       |                                            | 212                                        | 212                                        |
| 1905 | 1905                                       |                                            | 210                                        | 210                                        |
| 1910 | 1910                                       |                                            | 224                                        | 224                                        |
| 1925 | 1925                                       |                                            | 213                                        | 213                                        |
| 1939 | 1939                                       |                                            | 219                                        | 219                                        |
| 1946 | 1946                                       |                                            | 324                                        | 324                                        |
| 1950 | 1950                                       |                                            | 298                                        | 298                                        |
| 1956 | 1956                                       |                                            | 247                                        | 247                                        |
| 1961 | 1961                                       |                                            | 224                                        | 224                                        |
| 1967 | 1967                                       |                                            | 207                                        | 207                                        |
| 1970 | 1970                                       |                                            | 220                                        | 220                                        |
| 1980 | 1980                                       |                                            | ?                                          | ?                                          |
| 1990 | 1990                                       |                                            | ?                                          | ?                                          |
| 2003 | 2003                                       |                                            | 190                                        | 190                                        |
| 2005 | 2005                                       |                                            | 190                                        | 190                                        |
| 2010 | 2010                                       |                                            | 175                                        | 175                                        |
| 2011 | 2011                                       |                                            | 168                                        | 168                                        |
| 2015 | 2015                                       |                                            | 161                                        | 161                                        |
| Datenquelle: Historisches Gemeindeverzeichnis für Hessen: Die Bevölkerung der Gemeinden 1834 bis 1967. Wiesbaden: Hessisches Statistisches Landesamt, 1968. Weitere Quellen: ; Zensus 2011 |                                            |                                            |                                            |                                            |

### Historische Religionszugehörigkeit
| • 1829: | 176 evangelische (= 100 %) Einwohner                              |
| • 1961: | 201 evangelische (= 89,73 %), 22 katholische (= 9,82 %) Einwohner |

## Politik
Reuters hat seit der Landtagswahl 2021 in Hessen wieder einen Ortsbeirat. Ortsvorsteher ist Julius Schnägelberger.